# Куэста, Майкл
Майкл Куэста (англ. Michael Cuesta; род. 8 июля 1963) — американский режиссёр кино и телевидения, наиболее известен по своим независимым фильмам, особенно известен как сценарист и режиссёр фильма 2001 года «Ложь», который раскрыл талант тогда молодого актёра Пола Дано. Он был режиссёром и продюсером таких телесериалов как «Клиент всегда мёртв», «Декстер», «Голубая кровь» и «Родина».

## Биография
Куэста родился в Нью-Йорке. Он получил степень BFA по операторской работе от Школы изобразительных искусств в 1985 году. Куэста был соавтором сценария и режиссёром независимого фильма 2001 года «Ложь», в котором снялись Пол Дано, Брайан Кокс, Билли Кэй и Брюс Олтмен. «Ложь» получила похвалу от критиков и выиграла две премии «Независимый дух» на Сандэнсском кинофестивале.
Его фильм «Ложь» привёл его к тому, что он стал регулярным режиссёром телесериала канала HBO «Клиент всегда мёртв», который шёл в эфире 2001 по 2005 гг. Согласно исполнительному продюсеру Алану Полу, «Во время второго сезона, мы наняли режиссёра для четвёртого эпизода, но он выпал за неделю до начала пред-продакшина. Алана Болла и меня предупредили, но этим вечером мы пошли смотреть „Ложь“, и это было откровением. На следующее утро мы заказали Майкла. Он фантастически подходил для шоу.» Майкл Куэста стал регулярным режиссёром в течение сезона 2002 сериала «Клиент всегда мёртв» и снял пять эпизодов сериала, включая премьеру четвёртого сезона, «Всё ясно».
Вдобавок к сериалу «Клиент всегда мёртв» и фильму «Ложь», Куэста также снял фильм «Двенадцатилетние», премьера которого состоялась на Кинофестивале в Торонто в 2005 году, и был выпущен компанией IFC Films в 2006 году.
В 2006 году, Куэста снял пилотный эпизод сериала канала Showtime «Декстер». Шоу воссоединило его с бывшей звездой сериала «Клиент всегда мёртв» Майклом Си Холлом в главной роли, Декстера Моргана. Куэста присоединился в производственному составу первого сезона и дальше несколько эпизодов, включая финал сезона. Он покинул состав в конце первого сезона.
Он также стал режиссёром финала второго сезона сериала канала HBO «Настоящая кровь», где создателем и исполнительным продюсером является Алан Болл, создатель и шоураннер сериала «Клиент всегда мёртв».
Куэста мог стать исполнительным продюсером «Вавилонских полей», телесериала о зомби, предложенного на сезон 2007—2008 гг. Шоу не было подобрано.
Куэста стал режиссёром и исполнительным продюсером пилотного эпизода драматического сериала канала CBS «Голубая кровь» в 2010 году. Сериал был создан Робин Грин и Митчеллом Бёрджессом и сосредоточен на семье нью-йоркских полицейских. Он вернулся, чтобы снять восьмой эпизод первого сезона, «Китайский квартал».
Он был номинирован на премию «Эмми» за режиссуру эпизода «Пилот» сериала «Родина».
В 2011 году, он снял фильм «Гастролёр» с Роном Элдардом в роли человека, который возвращается домой в Куинс, Нью-Йорк, после двадцати лет в пути с «Blue Öyster Cult». В соавторстве со своим братом Джералдом Куэстой и с Джилл Хеннесси, Бобби Каннавале, Лоис Смит и Дэвидом Маргулисом в ролях второго плана, фильм был показан на кинофестивале Stony Brook, Кинофестивале в Ванкувере и на Кинофестивале в Остине в 2011 году. Фильм был выпущен компанией Magnolia Pictures 6 января 2012 году.
В феврале 2013 года, Куэсту назначили режиссёром фильма «Убить гонца» с Джереми Реннером в главной роли. Съёмки начались летом 2013 года в Атланте. В январе 2015 года, его сделали режиссёром пилотного эпизода драматического/хоррор-сериала канала Fox Broadcasting Company «Франкенштейн», основанного на романе Мэри Шелли «Франкенштейн».

## Фильмография

### Фильмы

#### Режиссёр
- Ложь (2001)
- Двенадцатилетние (2006)
- Обличитель (2009)
- Гастролёр (2011)
- Убить гонца (2014)
- Наёмник (2017)

### Телевидение

#### Продюсер
| Год  | Шоу              | Роль                      | Примечания   |
| ---- | ---------------- | ------------------------- | ------------ |
| 2010 | Голубая кровь    | Исполнительный продюсер   | Только пилот |
| 2008 | Дубы             | Исполнительный продюсер   | Только пилот |
| 2007 | Вавилонские поля | Исполнительный продюсер   | Только пилот |
| 2006 | Декстер          | Соисполнительный продюсер | Сезон 1      |

#### Режиссёр
| Год  | Шоу                 | Сезон | Название эпизода         | Эпизод | Дата выхода      | Примечания      |
| ---- | ------------------- | ----- | ------------------------ | ------ | ---------------- | --------------- |
| 2012 | Родина              | 2     | «Выбор»                  | 12     | 16 декабря 2012  | Финал сезона    |
| 2012 | Родина              | 2     | «Улечу я далеко»         | 8      | 18 ноября 2012   |                 |
| 2012 | Родина              | 2     | «Снова Бейрут»           | 2      | 7 октября 2012   |                 |
| 2012 | Родина              | 2     | «Улыбка»                 | 1      | 30 сентября 2012 | Премьера сезона |
| 2011 | Родина              | 1     | «Морпех-один»            | 12     | 18 декабря 2011  | Финал сезона    |
| 2011 | Родина              | 1     | «Выходные»               | 7      | 13 ноября 2011   |                 |
| 2011 | Родина              | 1     | «Благодать»              | 2      | 9 октября 2011   |                 |
| 2011 | Родина              | 1     | «Пилот»                  | 1      | 2 октября 2011   | Пилотный эпизод |
| 2010 | Голубая кровь       | 1     | «Китайский квартал»      | 8      | 12 ноября 2010   |                 |
| 2010 | Голубая кровь       | 1     | «Пилот»                  | 1      | 24 сентября 2010 |                 |
| 2009 | Настоящая кровь     | 2     | «Жизни после смерти нет» | 12     | 13 сентября 2009 | Финал сезона    |
| 2008 | Дубы                | 1     | «Амелия»                 | 1      | октябрь 2008     | Пилотный эпизод |
| 2007 | Вавилонские поля    | 1     | «Пилот»                  | 1      | Не выпущен       |                 |
| 2006 | Декстер             | 1     | «Рождённый свободным»    | 12     | 17 декабря 2006  | Финал сезона    |
| 2006 | Декстер             | 1     | «Жизнь в красном цвете»  | 10     | 3 декабря 2006   |                 |
| 2006 | Декстер             | 1     | «Черри со льдом»         | 3      | 15 октября 2006  |                 |
| 2006 | Декстер             | 1     | «Крокодиловы слёзы»      | 2      | 8 октября 2006   |                 |
| 2006 | Декстер             | 1     | «Декстер»                | 1      | 1 октября 2006   | Пилотный эпизод |
| 2005 | Клиент всегда мёртв | 5     | «Неподвижный»            | 11     | 14 августа 2005  |                 |
| 2004 | Клиент всегда мёртв | 4     | «Всё ясно»               | 1      | 13 июня 2004     |                 |
| 2003 | Клиент всегда мёртв | 3     | «Никогда не узнаешь»     | 2      | 9 марта 2003     |                 |
| 2002 | Клиент всегда мёртв | 2     | «Ещё чьи-то глаза»       | 9      | 28 апреля 2002   |                 |
| 2002 | Клиент всегда мёртв | 2     | «Шофёр мистера Моссбэка» | 4      | 24 марта 2002    |                 |